# Nicol Williamson
Nicol Williamson (Hamilton, 14 de setembro de 1938 – Amsterdã, 16 de dezembro de 2011) foi um ator escocês, considerado pelo roteirista John Osborne como "o melhor ator desde Marlon Brando".
Sua morte foi anúncia apenas dia 25 de janeiro de 2012. De acordo com o depoimento de seu filho, Williamson faleceu de câncer no esôfago.. Dentre suas principais atuações no cinema, interpretou Merlin no filme Excalibur.